# Estos
 Estos  es una población y comuna francesa, en la región de Aquitania, departamento de Pirineos Atlánticos, en el distrito de Oloron-Sainte-Marie y cantón de Oloron-Sainte-Marie-Est.

## Demografía
| 180 | 158 | 154 | 187 | 155 | 165 | 170 | 192 | 180 | 167 | 156 | 149 | 146 | 153 | 144 | 140 | 141 | 141 | 130 | 127 | 138 | 134 | 145 | 129 | 152 | 153 | 161 | 196 | 265 | 320 | 389 | 426 | 451 |
| Para los censos de 1962 a 1999 la población legal corresponde a la población sin duplicidades (Fuente: INSEE [Consultar]) |     |     |     |     |     |     |     |     |     |     |     |     |     |     |     |     |     |     |     |     |     |     |     |     |     |     |     |     |     |     |     |     |

## Economía
La principal actividad es la agrícola (ganadería, policultivo y pastos).